# Baltikum (film)
Baltikum (russisk: Балтийцы) er en sovjetisk film fra 1938 af Aleksandr Fajntsimmer.

## Medvirkende
- P. Gofman som Bezenchuk
- Galina Injutina som Glafira
- Pjotr Kirillov som Dietrich
- Vladimir Krjuger som Gunner Zheslov
- Boris Livanov som Vikhoriev